# MVV Maastricht
MVV Maastricht is een Nederlandse profvoetbalclub uit de stad Maastricht, opgericht op 2 april 1902. De afkorting staat voor Maatschappelijke Voetbal Vereniging Maastricht. De spelers van MVV Maastricht worden ook wel de Sterrendragers genoemd, naar de vijfpuntige ster in het wapen van Maastricht, die ook het clubembleem siert. De club wordt tevens liefkozend aangeduid als MVV'ke of us MVV'ke ("ons MVV'tje").
Tot het seizoen 2010/11 heette de club M.V.V. (zonder de toevoeging 'Maastricht'), een afkorting van Maastrichtse Voetbal Vereniging.
MVV staat anno 4 november 2022 zestiende op de eeuwige ranglijst Eredivisie, tussen sc Heerenveen en Go Ahead Eagles.

## Geschiedenis

### De vroege jaren
MVV Maastricht werd in 1902 opgericht als Maastrichtse Football/Voetbal Club (MFC/MVC). Deze naam veranderde enkele malen, totdat de club in 1908 de naam MVV aannam. De club had in deze jaren ook nog geen vaste speellocatie: de eerste officiële wedstrijd werd gespeeld in de wijk Amby, waarna verschillende locaties volgde. In 1911 had de club toch een vast speelterrein gevonden: stadion De Boschpoort. In de jaren tot het invoeren van het profvoetbal (tot 1954) wisselde de club succesvolle jaren af met minder succesvolle jaren. De club speelde vanaf 1915 tot de invoering van het profvoetbal onafgebroken op het hoogste niveau. In 1920 werd de club kampioen in de eerste klasse afdeling Zuid en vierde in de competitie om het landskampioenschap van de Nederlandsche Voetbalbond. In 1926 werd MVV opnieuw kampioen in de afdeling Zuid, maar miste de club het landskampioenschap na een tweede plaats op vier punten afstand van SC Enschede. Ook in de jaren 1932/33, 1935/36 en 1938/39 eindigde MVV op een tweede plaats, achter respectievelijk PSV, NAC, EVV en SV Limburgia. Het hoogtepunt van de club was echter in het seizoen 1946/47: ze werden kampioen van de competitie. Hierdoor mochten ze uitkomen in de kampioenspoule: ze eindigde vierde achter Ajax, Heerenveen en N.E.C., maar voor BVV en Blauw-Wit. In de jaren vanaf de oprichting waren al wat MVV’ers opgeroepen voor het Nederlands elftal, onder anderen Huub Felix, Joke Soons, Jeu van Bun, André Ravestijn en Pol den Hoed.

### De invoering van het betaald voetbal
In 1954 werd er vrede gesticht tussen de KNVB en de NBVB, waardoor de competitie (die negen wedstrijden oud was) werd stopgezet en werd vervangen door het (semi-) betaalde voetbal. Er werd een nieuwe competitie gevormd met veertien eersteklassers per afdeling, waarvan de bovenste negen zouden promoveren naar de nieuw te vormen hoofdklasse. MVV werd dat jaar derde, en mocht dus in deze klasse uitkomen. In deze hoofdklasse mochten de bovenste negen clubs weer promoveren naar de Eredivisie. MVV werd hierin achtste, en mocht dus de eredivisie vanaf het eerste seizoen meemaken. Het eerste seizoen begon meteen voortvarend: de competitie werd met een vierde plaats afgesloten. In dit jaar werd De Boschpoort uitgebreid tot 18.000 plaatsen. Het duurde echter maar vijf jaar voordat MVV verhuisde naar een ander stadion: vanaf het seizoen 1961/62 werd ingetrokken in het nieuwe stadion De Geusselt.

### De “gouden jaren”
Grotere successen werden pas weer behaald na 1964, na het aantrekken van de toen 18-jarige Willy Brokamp. Onder zijn leiding werden er begin jaren 70 goede resultaten bereikt. In 1970 was MVV poulewinnaar in de Intertoto Cup. In het seizoen 1972/73 werd Brokamp met 18 doelpunten topscorer van de eredivisie. In dat jaar werd hij tevens uitgeroepen tot Voetballer van het Jaar, waardoor hij de aandacht van Ajax trok, en uiteindelijk een jaar later vertrok. Een andere sterspeler uit die tijd was Jo Bonfrère, die van 1963 tot 1985 voor het eerste elftal van MVV speelde.

### De “jojo-jaren”
Na het vertrek van Brokamp in 1974 ging het bergafwaarts met MVV; in 1976 degradeerde de club voor het eerst in de historie naar een lagere divisie. Het eerste jaar in de Eerste Divisie werd afgesloten met een derde plaats, het tweede jaar werd de tweede plaats behaald, en promoveerde de club via de nacompetitie naar de Eredivisie. In 1978 maakte de proftak zich los van de amateurtak die verder ging als MVV '02 (in 2004 opgeheven).

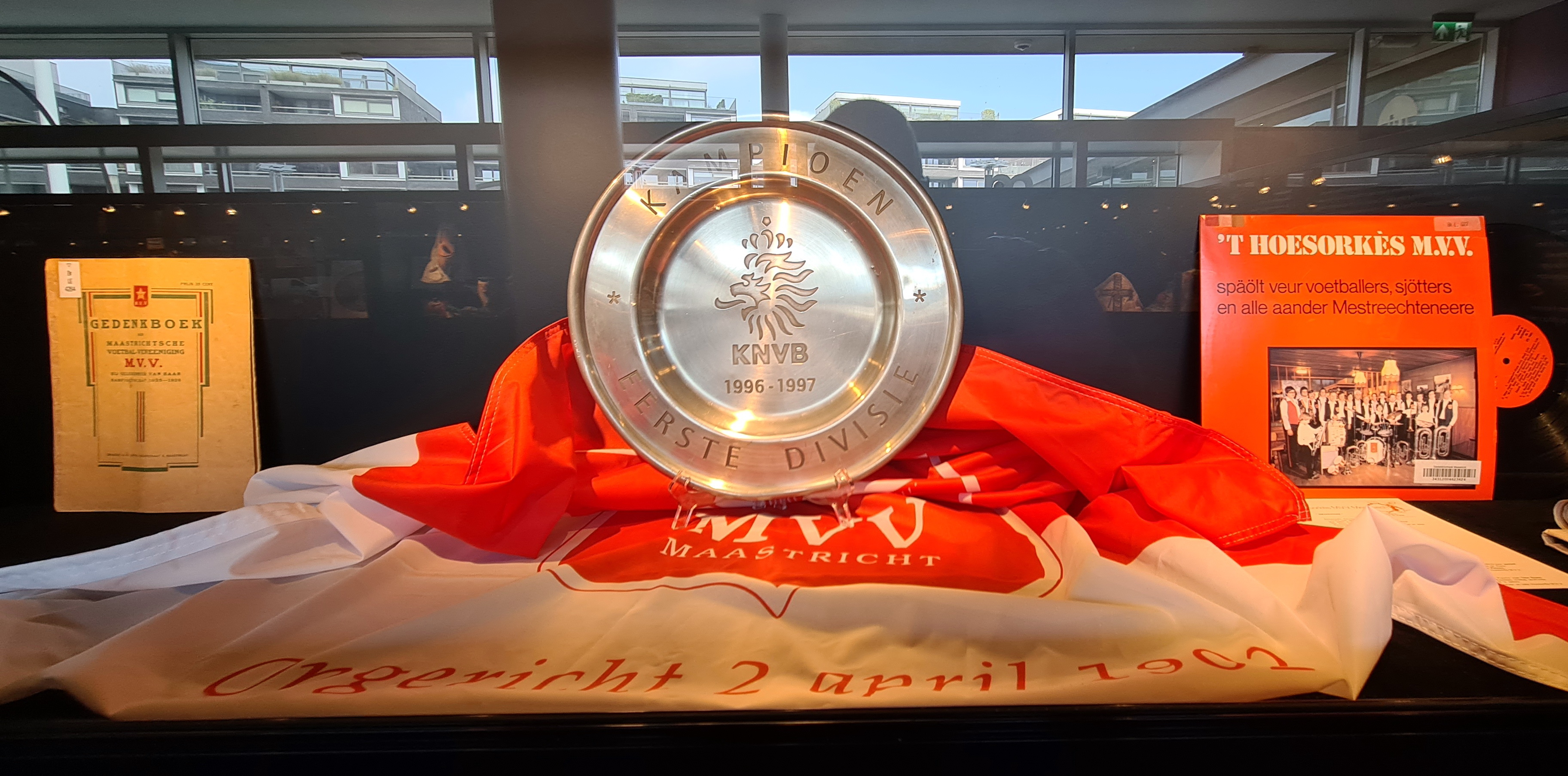
MVV-memorabilia in een tijdelijke expositie in het Maastricht Museum (2025). Midden: kampioensschaal 1996-97

Op 20 april 1980 won MVV in Amsterdam met 3-6 van Ajax. Dit was het hoogste aantal doelpunten dat Ajax ooit tegen kreeg in De Meer. Na een aantal jaar op het hoogste niveau te hebben gespeeld degradeerde de club weer aan het einde van seizoen 1981/82, waarna ze in 1984 kampioen van de eerste divisie werden en weer promoveerden. In 1986 degradeerde de club voor de derde maal in tien jaar, en promoveerde weer in het seizoen 1987/88. In de jaren die volgden kon MVV telkens degradatie afwenden met spelers als Erik Meijer en Hans Visser. In de seizoenen 1991/92 en 1992/93 eindigde MVV tweemaal achter elkaar op de zevende plaats, net niet hoog genoeg voor een UEFA Cup ticket. In het jaar 1992 werd MVV zelfs door de KNVB uitgeroepen tot “Team van het Jaar”, wegens het aanvallende en attractieve voetbal dat coach Sef Vergoossen zijn team liet spelen. Gemeenteraadslid en wethouder Jan Hoen van het CDA was in die tijd voorzitter. In 1995 degradeerde het team echter weer. In 1997 werd, onder leiding van voormalig MVV-keeper Frans Körver, het kampioenschap van de eerste divisie behaald. Echter, in 2000 volgde alweer de vierde degradatie in vijftien jaar tijd.

### 25 jaar eerste divisie
Sinds de degradatie in 2000 is het MVV niet meer gelukt om terug te keren naar het hoogste niveau van het Nederlands betaald voetbal. Zodoende speelt het team in seizoen 2024/25 al vijfentwintig jaar in de Eerste of Keuken Kampioen Divisie. In 2003/04 behaalde MVV de slechtste prestatie ooit uit de clubgeschiedenis, door als 18e te eindigen in de Eerste Divisie. Na een aantal middelmatige jaren ging het sportief gezien vanaf 2008 weer beter met de club. In 2008 (vijfde in de eindstand) en 2009 (zesde in de eindstand) strandde MVV in de tweede ronde van de play-offs, waarin in 2008 RKC Waalwijk en in 2009 toenmalige eredivisieclub De Graafschap roet in het eten gooiden.

### Financiële problemen
In de jaren 1980, '90 en 2000 ging MVV Maastricht door een periode met flinke financiële problemen. Deze kwamen in 1983 aan het licht, toen bleek dat onder voorzitterschap van VVD-Tweede Kamerlid Max Tripels een schuld van 4,5 miljoen gulden was opgebouwd. Een team van ondernemers onder leiding van zakenman Leon Melchior wist deze schuld af te lossen en kocht de grond waar stadion De Geusselt op staat terug van de gemeente. Dit team bracht nog eens 3,7 miljoen bijeen voor een nieuw te bouwen, overdekt stadion. Terwijl Melchior en zijn team ambitieuze plannen maakten, kregen ze te maken met een clubleiding die niet meewerkte. Het nieuwe stadion kwam er niet, maar De Geusselt werd gerenoveerd (waarbij het speelveld 90° werd gedraaid). In 1993 leidden financiële schandalen tot FIOD-invallen bij de club. In 2001, 2003 en 2010 dreigden faillissementen.
In 2010 kwam MVV wederom in de financiële problemen. Nadat aan het begin van het seizoen een overname van de club door een Turkse zakenman door de KNVB werd tegengehouden wegens vermeende belangenverstrengelingen. Hierdoor stond de club in het voorjaar van 2010 opnieuw aan de rand van een faillissement. De club zocht steun bij de gemeente Maastricht en werkte aan een akkoord met haar crediteuren. Hierdoor was het onzeker of de club een licentie voor het seizoen 2010/11 zou krijgen. Wel was duidelijk dat zelfs bij het verkrijgen van een licentie MVV dat seizoen in ieder geval met punten in mindering zou moeten beginnen. Een nieuw bestuur onder voorzitterschap van Paul Rinkens trad in deze periode aan en onder het motto 'geen bezittingen, geen schulden' werden alle spelers ondergebracht in een spelersfonds, met Nol Hendriks als beheerder en grootaandeelhouder. Het fonds, verantwoordelijk voor de aan- en verkopen van spelers, verhuurde spelers aan de club. Op 9 juni 2010 wist de 'Club van 14' een akkoord te bereiken met de schuldeisers. Van de gemeente Maastricht ontving de club 1,8 miljoen euro voor het stadion. Tevens werd een achterstallige schuld van 1,7 miljoen bij de gemeente begin 2011 kwijtgescholden.

### Een nieuwe start
In het begin van het seizoen 2011/12 werd MVV Maastricht door de KNVB ingedeeld in categorie 3 ('financieel gezond'). Een unicum, want nooit eerder promoveerde een club uit categorie 1 ('onvoldoende') direct naar categorie 3. Bij de KNVB-beoordeling van 2018 zat MVV Maastricht in categorie 2 ('voldoende').
De club veranderde aan het begin van het seizoen 2010/11 haar naam van 'Maastrichtse Voetbal Vereniging' naar 'Maatschappelijke Voetbal Vereniging Maastricht' en ook het clublogo en het bestuur veranderden. Met alle veranderingen was MVV klaar voor een nieuwe start. De KNVB legde de club wel een straf op vanwege de financiële perikelen in 2010, waardoor het met acht minpunten aan de competitie moest beginnen. Toch eindigden ze met een boven verwachting behaalde 10de plaats. Ook in 2011, 2012 en 2013 bereikte MVV weer de play-offs, maar strandde de club steeds in de eerste ronde door uitschakeling door respectievelijk FC Volendam, SC Cambuur en wederom FC Volendam.
Onder leiding van coach René Trost, die aan zijn derde en laatste seizoen in Maastricht bezig was, streed de club in het seizoen 2012/13 vanaf het begin van dat seizoen mee om het kampioenschap en stond lange tijd bovenaan met vaak een grote voorsprong op de concurrenten. De club werd meteen periodekampioen van de 1e periode, werd vervolgens "winterkampioen" en behield ook in de tweede seizoenshelft lange tijd zicht op het kampioenschap. Door de faillissementen van AGOVV Apeldoorn en SC Veendam werden echter, conform de regels van de KNVB, de gespeelde resultaten tegen die clubs geschrapt. MVV had op dat moment drie keer tegen die clubs gespeeld en drie keer gewonnen, waardoor MVV negen punten moest inleveren. Uiteindelijk werd MVV vijfde, met elf punten achterstand op kampioen SC Cambuur.
MVV wist de play-offs in 2015/16 en ook die in 2016/17 te behalen. In de play-offs in 2015/16 schakelde MVV in de eerste ronde FC Volendam uit, maar werd zelf uitgeschakeld in de tweede ronde door De Graafschap. In de play-offs van 2016/17 wist MVV tot de finale te komen. MVV, dat in de tweede ronde instroomde, versloeg SC Cambuur en bereikte daardoor de finale. In de finale ging MVV ten onder tegen Roda JC Kerkrade, dat daardoor in de Eredivisie bleef.
Het seizoen 2017/18 eindigde MVV tiende op de ranglijst en speelde weer de play-offs in 2017/18. dit keer werd MVV uitgeschakeld over twee wedstrijden tegen Almere City FC, mede door een hattrick van Damon Mirani in De Geusselt. Vijf jaar later in het seizoen 2022/23 bereikte MVV weer de play-offs voor promotie naar de Eredivisie. Onder trainer Maurice Verberne. MVV speelde over twee wedstrijden tegen NAC Breda, en werd weer uitgeschakeld. maar verkocht wel bepalende spelers als Matteo Waem en Ruben van Bommel.
In mei 2023 kondigde MVV Laura van Leeuwen aan als nieuwe algemeen directeur van de club, de eerste directrice van MVV. Van Leeuwen vertrok al na een jaar. Op 1 maart 2025 werd ze opgevolgd door Tom Daemen.
MVV Maastricht maakte op 1 april 2025 bekend dat de Nederlands-Japanse investeringsmaatschappij Deshima Football Consultancy BV aandelen heeft verworven van de club. Samen met Maastrich collectief, dat eerder al 24 aandelen had overgenomen, zullen zij gezamenlijk optrekken als gelijkwaardige aandeelhouders en betrokken zijn bij de ontwikkeling en opbouw van MVV Maastricht.

## Erelijst
| Competitie         | Aantal | Jaren               |
| ------------------ | ------ | ------------------- |
| Intertoto Cup      | 1x     | 1970 (poulewinnaar) |
| Eerste divisie     | 2x     | 1984, 1997          |
| Eerste Klasse Zuid | 3x     | 1920, 1926, 1947    |

## Clubcultuur

### Supporters
Vanaf 2007 bezoeken gemiddeld circa 5.000 à 6.000 toeschouwers de thuisduels van de club en bij play-offwedstrijden of derby's tegen andere Limburgse clubs liep dit aantal zelfs op tot 9.000 à 9.500, waarmee het stadion praktisch uitverkocht was.
Sinds het matige seizoen 2009/10, waarin MVV de play-offs voor promotie voor het eerst in drie seizoenen niet haalde, liggen de toeschouwersaantallen enigszins lager en wordt de stijgende lijn van de toeschouwersaantallen sinds begin jaren 2000 niet voortgezet. De harde kern van MVV Maastricht zit op de "Angel Side", in de zuidwesthoek van het stadion. De naam verwijst naar het stadswapen van Maastricht, waar een engel in verwerkt is.
Gemiddeld aantal toeschouwers 1988-2019
| 2833 |

| 5288 |

| 5433 |

| 4574 |

| 5435 |

| 7166 |

| 5922 |

| 6497 |

| 2497 |

| 4804 |

| 6038 |

| 6165 |

| 6530 |

| 2761 |

| 3015 |

| 2620 |

| 3409 |

| 3891 |

| 4766 |

| 5230 |

| 6280 |

| 6330 |

| 5490 |

| 5320 |

| 5380 |

| 5100 |

| 4230 |

| 4227 |

| 4637 |

| 4857 |

| 4562 |

| 4795 |

| 4332 |

### Clublied
Het clublied van MVV Maastricht heet “Jao dat is us MVV” en is gecomponeerd door Matty Niël. De tekst van het clublied is in het Maastrichts en luidt:
Dao is in Mestreech ’n feijn voetbalclub,

Häör terrein dat laog aon de Boschpoort.

En ouch weer op Geusselt zien veer present,

Um te zien wie häör speul us bekoort.
Veer stoon langs de leijn en doen trouw us bès,

Zinge steeds opnui dit leed:

Vaan de club oet Mestreech: die al ging ’t ins neet,

Noets de mood verloore heet.

Refrein: (2x)
Jao, dat is us M.V.V.

Iere klas K.N.V.B.

Drage de kleure roed en wit,

En höbbe speul boe fut in zit,

Es g’r mer ‘ns "draon" wèlt goon,

Jèh daan zeet geer neet te sloon,

Hup, hup, hup, M.V.V.!

Es geer wèlt, M.V.V.!

Komp g’r op de ierste plaots te stoon!

M!V!V!

## Organisatie
| Raad van Commissarissen |           |                      |      |
| Onno Hoes               | Nederland | Voorzitter           | 2023 |
| Brad Jongen             | Nederland | Commissaris          | 2024 |
| Bert van Marwijk        | Nederland | Commissaris          | 2024 |
| Huud Waterval           | Nederland | Commissaris          | 2025 |
| Gerald Smith            | Nederland | Commissaris          | 2025 |
| Bestuur                 |           |                      |      |
| Toos Hofstede           | Nederland | Voorzitter           | 2024 |
| Jos van Beek            | Nederland | Financien            | 2024 |
| Jean Boelen             | Nederland | Algemene zaken       | 2024 |
| Marlon Woisch           | Nederland | Juridische Zaken     | 2024 |
| Directie                |           |                      |      |
| Tom Daemen              | Nederland | Algemeen directeur   | 2025 |
| Ronny Van Geneugden     | België    | Technisch manager    | 2021 |
| Jeugdopleiding          |           |                      |      |
| Jurgen De Haan          | Nederland | Hoofd jeugdopleiding | 2025 |

Laatste update: 20 augustus 2025

## Eerste elftal

### Selectie
| Nr.           | Naam                  | Nationaliteit | Contract | Vorige club               |
| ------------- | --------------------- | ------------- | -------- | ------------------------- |
| Doelmannen    |                       |               |          |                           |
| 1             | Sem Westerveld        | Nederland     | huur     | AZ                        |
| 23            | Nicola Rijnbout       | Nederland     | ama      |                           |
| 40            | Stef Kempeneers       | België        | ama      | Patro Eisden Maasmechelen |
|               | Tom Poitoux           | België        | huur     | Standard Luik             |
| Verdedigers   |                       |               |          |                           |
| 2             | Simon Francis         | België        | 2027     | Sint-Truiden              |
| 4             | Wout Coomans          | België        | 2027     | Thes Sport                |
| 14            | Mats Kuipers          | België        | ama      | Sint-Truiden              |
| 16            | Andréa Librici        | België        | 2026     | Sint-Truiden              |
| 22            | Ilias Breugelmans     | België        | 2027     | OH Leuven                 |
| 24            | Adam Zaian            | Nederland     | ama      |                           |
| 25            | Djairo Tehubijuluw    | Nederland     | ama      |                           |
| 26            | Mitch van Kempen      | Nederland     | 2027     | Rijnsburgse Boys          |
| 32            | Lenn-Minh Tran        | België        | ama      | KRC Genk                  |
| 34            | Lars Schenk           | Nederland     | 2026     |                           |
| 39            | Kanou Sy              | België        | 2026     | KRC Genk                  |
| Middenvelders |                       |               |          |                           |
| 5             | Bryan Smeets          | Nederland     | 2026     | RWDM                      |
| 6             | Nabil El Basri        | Marokko       | 2026     |                           |
| 8             | Stan Van Dessel       | België        | 2027     | Lierse                    |
| 28            | Amine Amgar           | Marokko       | 2027     |                           |
| 31            | Marko Kleinen         | Nederland     | 2026     |                           |
| 37            | Adriano Mansala-Mpudi | België        | 2027     | Standard Luik -18         |
| 38            | Robert Klaasen        | Nederland     | 2026     | VVV Venlo                 |
| Aanvallers    |                       |               |          |                           |
| 7             | Camil Mmaee           | Marokko       | 2026     | Bologna                   |
| 9             | Sven Braken           | Nederland     | 2026     | KMSK Deinze               |
| 10            | Ferre Slegers         | België        | 2026     | Sint-Truiden              |
| 11            | Thijme Verheijen      | Nederland     | 2027     | VVV-Venlo                 |
| 17            | Ayman Kassimi         | België        | 2027     | KMSK Deinze               |
| 21            | Delano Asante         | Nederland     | 2027     | Rijnsburgse Boys          |
| 27            | Luca Foubert          | België        | 2026     | Lierse                    |
| 29            | Ilano Silva Timas     | Nederland     | 2026     | Excelsior Maassluis       |

Laatste update: 6 augustus 2025

### Staf
| Naam            | Nationaliteit | Functie           | Sinds | Contract | Vorige club  |
| --------------- | ------------- | ----------------- | ----- | -------- | ------------ |
| Technische Staf |               |                   |       |          |              |
| Edwin Hermans   | Nederland     | Hoofdtrainer      | 2024  | 2026     | VV SCM       |
| Davy Heymans    | België        | Assistent-trainer | 2022  | 2025     | KSK Tongeren |
| Peter Reynders  | België        | Assistent-trainer | 2025  |          | KRC Genk     |
| Gerry Oste      | België        | Keeperstrainer    | 2022  | 2026     | OH Leuven    |
| Lei Bovens      | Nederland     | Teammanager       | 2001  |          |              |
| John Sliepen    | Nederland     | Teammanager       | 2001  |          |              |

Laatste update: 22 juni 2025

## Overzichtslijsten

### Eindklasseringen
- 1955 3e
Eerste klasse (prof) A
- 1956 8e
Hoofdklasse (prof) B
- 1957 4e
Eredivisie
- 1958 5e
Eredivisie
- 1959 8e
Eredivisie
- 1960 13e
Eredivisie
- 1961 14e
Eredivisie
- 1962 6e
Eredivisie
- 1963 9e
Eredivisie
- 1964 11e
Eredivisie
- 1965 8e
Eredivisie
- 1966 15e
Eredivisie
- 1967 11e
Eredivisie
- 1968 13e
Eredivisie
- 1969 13e
Eredivisie
- 1970 8e
Eredivisie
- 1971 13e
Eredivisie
- 1972 10e
Eredivisie
- 1973 7e
Eredivisie
- 1974 11e
Eredivisie
- 1975 11e
Eredivisie
- 1976 17e
Eredivisie
- 1977 3e
Eerste divisie
- 1978 2e
Eerste divisie
- 1979 11e
Eredivisie
- 1980 11e
Eredivisie
- 1981 8e
Eredivisie
- 1982 16e
Eredivisie
- 1983 4e
Eerste divisie
- 1984 1e
Eerste divisie
- 1985 14e
Eredivisie
- 1986 16e
Eredivisie
- 1987 5e
Eerste divisie
- 1988 3e
Eerste divisie
- 1989 14e
Eredivisie
- 1990 15e
Eredivisie
- 1991 15e
Eredivisie
- 1992 7e
Eredivisie
- 1993 7e
Eredivisie
- 1994 10e
Eredivisie
- 1995 16e
Eredivisie
- 1996 11e
Eerste divisie
- 1997 1e
Eerste divisie
- 1998 15e
Eredivisie
- 1999 14e
Eredivisie
- 2000 16e
Eredivisie
- 2001 13e
Eerste divisie
- 2002 14e
Eerste divisie
- 2003 16e
Eerste divisie
- 2004 18e
Eerste divisie
- 2005 14e
Eerste divisie
- 2006 13e
Eerste divisie
- 2007 13e
Eerste divisie
- 2008 5e
Eerste divisie
- 2009 6e
Eerste divisie
- 2010 10e
Eerste divisie
- 2011 10e
Eerste divisie
- 2012 8e
Eerste divisie
- 2013 5e
Eerste divisie
- 2014 11e
Eerste divisie
- 2015 11e
Eerste divisie
- 2016 10e
Eerste divisie
- 2017 7e
Eerste divisie
- 2018 10e
Eerste divisie
- 2019 12e
Eerste divisie
- 2020 15e
Eerste divisie
- 2021 11e
Eerste divisie
- 2022 16e
Eerste divisie
- 2023 5e
Eerste divisie
- 2024 9e
Eerste divisie
- 2025 15e
Eerste divisie

In elke staaf van de grafiek staat van boven naar beneden vermeld: 
- Eindnotering

Dit is de positie die de club heeft bereikt in de competitie, zonder eventuele beslissings-, play-off- of nacompetitiewedstrijden die nodig zijn geweest om bijvoorbeeld de kampioen van de competitie te bepalen.
Indien een * achter het getal staat is de notering een tussenstand en kan het zijn dat de notering niet overeenkomt met de uiteindelijke eindstand van de competitie.
Staat er een - dan is het seizoen nog bezig en is er geen definitieve uitslag bekend.
Staat er xx op de positie van de notering, dan heeft de club vroegtijdig de competitie verlaten. Dit kan onder andere komen door terugtrekking van het team, faillissement van de club of door een uitgedeelde straf van de KNVB. In veel gevallen staat elders in het artikel de reden vermeld.
Staat er een ? dan is het resultaat uit het verleden onbekend, en is alleen de competitie of het niveau bekend van dat seizoen.
In de seizoenen 2019/20 en 2020/21 werd wegens de coronacrisis het amateurvoetbal afgebroken. Daardoor kennen deze staven geen eindklassering (middels -- weergegeven).
- Competitieniveau en afdelingsletter of Officiële eindstand Eredivisie
  - Competitieniveau en afdelingsletter

Hierbij geeft het getal het niveau weer, dat ook terug te vinden is in de legenda. De letter is de afdelingsaanduiding en wordt gebruikt wanneer er meer afdelingen zijn op hetzelfde niveau. De afdelingsletter is altijd een hoofdletter en wordt meestal zonder nummer gebruikt.
Voorbeeld: 2F is niveau 2e klasse competitie F.
Het competitieniveau en nummer wordt niet vermeld wanneer er slechts één competitie van dit niveau was.
  - Officiële eindstand Eredivisie (getal staat tussen haakjes vermeld)

Sinds de introductie van play-offwedstrijden voor Europees voetbal na afloop van de reguliere competitie in 2005/06, is de KNVB verplicht een eindstand van de Eredivisie door te geven aan de UEFA aan de hand van deze play-offwedstrijden.
Bij deze eindstand staan clubs die zich hebben gekwalificeerd voor Europees voetbal hoger dan clubs die zich niet wisten te kwalificeren. Indien er geen verschil was tussen de eindnotering en de officiële eindstand, staat dit getal niet vermeld.

- Onderafdeling

Hier staat afgekort de naam van de onderafdeling indien de club in dat jaar in een onderafdeling uitkwam. Tevens staat deze afkorting in de legenda en wordt gelinkt naar het artikel over deze onderafdeling. Deze afkorting wordt alleen vermeld wanneer de club in het verleden in verschillende onderafdelingen heeft gespeeld. Deze vermelding is in de staaf altijd in kleine letters. Deze onderafdelingen zijn na het seizoen 1995/96 afgeschaft. Heeft de club in slechts één onderafdeling gespeeld, dan is dit alleen terug te vinden in de legenda.
Onder de staaf staat het jaartal vermeld waarin het seizoen is afgesloten. 15 verwijst naar het seizoen 2014/15 of eventueel het seizoen 1914/15.
Wanneer een staaf leeg is, zijn deze gegevens niet bekend. Het kan ook zijn dat de club dat seizoen niet heeft meegespeeld op het hogere amateurniveau, vroegtijdig de competitie heeft verlaten of uit de competitie is gezet.

In het seizoen 1944/45 was er wegens de Tweede Wereldoorlog geen regulier competitievoetbal.
- Eredivisie
- Hoofdklasse (prof)
- Eerste klasse (prof)
- Eerste divisie

- 1954 - 2010: MVV
- 2010 - heden: MVV Maastricht

### MVV in Europa
| Seizoen | Competitie    | Ronde | Land              | Club        | Score    |
| ------- | ------------- | ----- | ----------------- | ----------- | -------- |
| 1970    | Intertoto Cup | Groep | Tsjecho-Slowakije | ZVL Žilina  | 4-3, 3-3 |
|         |               |       | Zweden            | Örebro SK   | 4-0, 1-1 |
|         |               |       | België            | KSV Waregem | 1-0, 2-1 |

### Bekende (oud-)Sterrendragers
- Gerard Bergholtz
- Ruben van Bommel
- Jo Bonfrère
- Wilfred Bouma
- Willy van der Kuijlen
- Sies Wever
- Ernie Brandts
- Willy Brokamp
- Rob Delahaije
- Johan Derksen
- Johan Dijkstra
- Rein van Duijnhoven
- Eric Gerets
- Jeroen Heubach
- Gerard Hoenen
- Barry Hulshoff
- Frans Körver
- Denny Landzaat
- Roberto Lanckohr
- Eric van der Luer
- Bert van Marwijk
- Erik Meijer
- Gerrie Mühren
- Dick Nanninga
- Kenneth Pérez
- Cees Schapendonk
- Bryan Smeets
- Hans Visser
- Joost Volmer
- Fons van Wissen
- Mark Luijpers
- Yvo Joordens
- Koen Daerden
- Reginald Thal
- Tom Daemen
- Christian Brüls

### Trainers
- 1921–1927:  Harry Julian
- 1927–1930:  Fred Hatt
- 1931–1934:  Bill Julian
- 000001937:  Bill Julian
- 1938–1940:  Bill Julian
- 1945–1948:  Wim Groenendijk
- 1948–1956:  Viktor Havlicek
- 1956–1958:  Reiner Hammers
- 1958–1959:  Branko Vidović
- 1959–1961:  Reiner Hammers
- 1961–1963:  Viktor Havlicek
- 1963–1964:  Barend Braaksma
- 1964–1966:  Charles Siezenis
- 1966–1968:  Friedrich Donenfeld
- 1968–1969:  Jung Schlangen
- 1969–1973:  George Knobel
- 000001973:  Maarten Vink
- 1973–1975:  Leo Canjels
- 1975–1976:  Andre Maas
- 1976–1978:  George Knobel
- 1978–1982:  Leo Steegman
- 000001982:  George Knobel
- 1982–1983:  Friedel Rausch
- 000001983:  Jo Bonfrère
- 1983–1984:  Clemens Westerhof
- 1984–1985:  Barry Hughes
- 000001985:  Jo Bonfrère
- 000001985:  Cor Brom
- 1985–1986:  Pim van de Meent
- 1986–1989:  Frans Körver
- 1989–1995:  Sef Vergoossen
- 000001995:  Jan Reker
- 1995–1998:  Frans Körver
- 1998–2000:  Wim Koevermans
- 2000–2002:  Roger Reijners
- 2002–2003:  Ron Elsen (a.i.)
- 2003–2004:  Jan van Deinsen
- 000002004:  Rob Delahaije (a.i.)
- 2004–2006:  Andries Jonker
- 2006–2007:  Jurrie Koolhof
- 000002007:  Ron Elsen (a.i.)
- 000002007:  Rob Delahaije (a.i.)
- 2007–2008:  Robert Maaskant
- 2008–2010:  Fuat Çapa
- 000002010:  Paul Meulenberg (a.i.)
- 000002010:  Ron Elsen (a.i.)
- 2010–2013:  René Trost
- 000002013:  Tiny Ruijs (a.i.)
- 2014–2019:  Ron Elsen
- 2019–2020:  Fuat Usta
- 2020–2021:  Darije Kalezic
- 2021–2022:  Klaas Wels
- 2022–2024:  Maurice Verberne
- 2024–0000:  Edwin Hermans